# Distathma minuta
Distathma minuta är en stekelart som först beskrevs av Henry Keith Townes, Jr. 1970.  Distathma minuta ingår i släktet Distathma och familjen brokparasitsteklar. Inga underarter finns listade i Catalogue of Life.